# Galago gabonensis
Galago gabonensis là một loài động vật có vú trong họ Galagidae, bộ Linh trưởng. Loài này được Gray mô tả năm 1863.